# Wardomyces pulvinatus
Wardomyces pulvinatus är en svampart som först beskrevs av Marchal, och fick sitt nu gällande namn av C.H. Dickinson 1966. Wardomyces pulvinatus ingår i släktet Wardomyces och familjen Microascaceae.   Inga underarter finns listade i Catalogue of Life.